# Orosháza
Orosháza este un oraș în districtul Orosház, aflat în extremitatea vestică a județului Békés din Crișana de vest, Ungaria, având o populație de 29.330 de locuitori (2011). Acesta se află în apropierea râurilor Mureș și Criș. Oroș este un important centru cultural al zonei. 

## Demografie
Componența etnică a orașului Orosháza
     Maghiari (96,24%)
     Romi (1,36%)
     Necunoscut (0,65%)
     Alții (1,75%)
Componența confesională a orașului Orosháza
     Fără religie (32,43%)
     Romano-catolici (16,24%)
     Luterani (13,46%)
     Reformați (4,42%)
     Atei (1,45%)
     Necunoscută (31,79%)
     Alte religii (2,27%)
Conform recensământului din 2011, orașul Orosháza avea 29.330 de locuitori. Din punct de vedere etnic, majoritatea locuitorilor (96,24%) erau maghiari, cu o minoritate de romi (1,36%). Apartenența etnică nu este cunoscută în cazul a 0,65% din locuitori. Nu există o religie majoritară, locuitorii fiind persoane fără religie (32,43%), romano-catolici (16,24%), luterani (13,46%), reformați (4,42%) și atei (1,45%). Pentru 31,79% din locuitori nu este cunoscută apartenența confesională.

## Personalități născute aici
- Zsófia Szabó (n. 1988), actriță;
- Dorina Böczögő (n. 1992), gimnastă.